# Thomas Stanley, 1:e earl av Derby

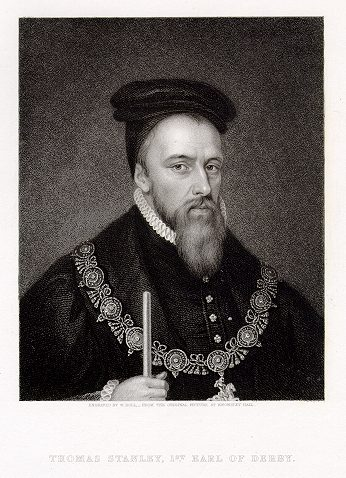
Thomas Stanley, 1:a earl av Derby

KG Thomas Stanley, 1:e earl av Derby, född 1435, död 29 juli 1504, var nominell kung på Isle of Man, en engelsk adelsman och Henrik VII av Englands styvfar.

## Biografi
Stanley var Thomas Stanley, 1:e baron av Stanleys och Joan Gousells son, och ättling till kung Edvard I av England. Efter att hans fader dog 1459 ärvde Stanley sin faders titlar, inklusive den som kung av Man, och baron av Stanley. Stanley ägde vad som nu är Tatton Park i Cheshire. Stanley förblev favoriserad av de efterföljande kungarna genom hela rosornas krig och fram till sin död. Hans giftermål med Eleanor Neville, Richard Neville, earl av Warwicks syster, skadade honom inte, inte ens när Warwick föll från makten. Som sin andra fru tog han Margaret Beaufort, vars son, Henry Tudor, var den ledande lancastriska anspråkaren på den engelska tronen.
Kung Rikard III hade inget annat val än att fortsätta att förlita sig på Thomas Stanley och hans bror William Stanley, även när han under en kort period fängslade Thomas 1483 på grund av konspirationsteorier. Vid slaget vid Bosworth Field tvekade Stanleys innan man gick med på lancastriernas sida vid en viktig punkt i slaget, trots att Richard höll Thomas äldste son, George Stanley, 9:e baron av Strange, som gisslan för hans faders fortsatta lojalitet, och försäkrade utfärdandet av order om avrättning. Efter Rikards död tros Thomas ha fått Englands kungakrona från slagfältet och ha placerat den på sin styvsons huvud. Därför, som erkännande, gjorde Henrik honom till earl av Derby den 27 oktober 1485 och hans förmögenheter fortsatte att blomstra. Hans bror William Stanley gjorde misstaget att stödja Perkin Warbeck, och avrättades därför för landsförräderi år 1495.
Hans äldste son och arvtagare, George, dog några månader före honom och han efterträddes som earl av sin sonson Thomas Stanley, 2:e earl av Derby. Thomas Stanley, 1:e earl av Derby hade en yngre son, James Stanley, biskop i Ely stift. Thomas var den sista att kalla sig kung över Isle of Man. Efterträdare kallade sig istället lord av Man. Den äldre ättegrenen från Thomas Stanley och Eleanor Neville fortsatte att inneha earlskapet av Derby till 1736 när James Stanley, 10:e earl av Derby dog, och titeln gick vidare till en yngre gren, baronerna Stanley av Bickerstaffe, som fortfarande bär titeln.